# Коломбара Олфино (Мантова)
Коломбара Олфино је насеље у Италији у округу Мантова, региону Ломбардија.
Према процени из 2011. у насељу је живело 26 становника. Насеље се налази на надморској висини од 88 м.